# Sluis Gorredijk
Sluis Gorredijk is een sluis in de Opsterlandse Compagnonsvaart. De sluis ligt in het centrum van Gorredijk. Het verval is 1.12 meter.
De sluis wordt nog volledig met de hand bediend.
Damsluis · 
Bovenstverlaat · 
Stokersverlaat · 
Fochteloërverlaat · 
Nanningaverlaat · 
Wijnjeterpverlaat · 
Hemrikerverlaat ·
Vosseburenverlaat · 
Gorredijk